# Leucophenga pleurovirgata
Leucophenga pleurovirgata är en tvåvingeart som beskrevs av Bachli 1971. Leucophenga pleurovirgata ingår i släktet Leucophenga och familjen daggflugor.
Artens utbredningsområde är Kongo-Kinshasa. Inga underarter finns listade i Catalogue of Life.